# Perpète
Pour plus de détails, voir Fiche technique et Distribution.
Perpète (Life) est un film américain réalisé par Ted Demme, sorti en 1999.
Le film se déroule dans les années 1930. Willie Long est un détenu de longue date du pénitencier d’État du Mississippi. Il raconte le parcours de deux anciens codétenus, qu'il vient d'enterrer.

## Synopsis

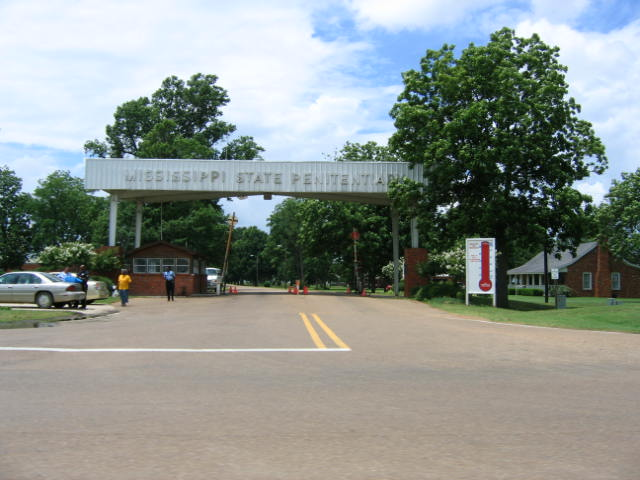
Mississippi State Penitentiary

En 1932 à New York, Ray Gibson et Claude Banks sont deux hommes d'horizons différents. Le premier est un petit escroc, menteur et voleur, alors que le second est un modèle d'honnêteté, travaillant comme caissier dans une banque de Manhattan. Pour se sortir d'une dette auprès du respecté Spanky, ils sont contraints de jouer les bootleggers au Mississippi. Mais ils ont la malchance de se trouver au mauvais endroit, au mauvais moment. Ils sont accusés à tort d'un meurtre de Winston Hancock et condamnés à perpétuité au pénitencier d’État du Mississippi, dans le « camp 8 ». Ils doivent faire face à la dureté du sergent Dillard, qui gère cette prison sans clôtures. Les deux hommes vont cependant peu à peu devenir amis et créer de véritables liens avec les autres condamnés.

## Fiche technique
Sauf indication contraire, les informations mentionnées dans cette section peuvent être confirmées par la base de données cinématographiques IMDb,  présente dans la section « Liens externes ».
- Titre original : Life
- Titre français : Perpète
- Titre québécois : La vie
- Réalisation : Ted Demme
- Scénario : Robert Ramsey et Matthew Stone
- Musique : Wyclef Jean
- Directeur de la photographie : Geoffrey Simpson
- Montage : Jeffrey Wolf
- Direction artistique : Jeff Knipp
- Maquillages spéciaux : Rick Baker
- Décors : John H. Anderson
- Costumes : Lucy Corrigan
- Production : Brian Grazer et Eddie Murphy

Producteurs délégués : James D. Brubaker et Karen Kehela Sherwood
Coproducteur : Jim Whitaker
Producteurs associés : Tina L. Fortenberry et Ray Murphy Jr.
- Société de production : Imagine Entertainment
- Société de distribution : Universal Pictures (États-Unis)
- Genre : comédie dramatique et policière
- Pays de production :  États-Unis
- Durée : 108 minutes
- Budget : 80 millions de dollars[1]
- Dates de sortie :
  - États-Unis : 16 avril 1999
  - France : 21 août 2001 (directement en vidéo)

## Distribution
- Eddie Murphy (VF : Med Hondo) : Rayford « Ray » Gibson
- Martin Lawrence (VF : Patrick Messe) : Claude Banks
- Obba Babatundé (VF : Benoît Allemane) : Willie Long
- Nick Cassavetes (VF : Marc Alfos) : le sergent Dillard
- Barry Shabaka Henley : Pokerface
- Brent Jennings (VF : Jean-Paul Pitolin) : Hoppin' Bob
- Anthony Anderson (VF : Michel Tugot-Doris) : Cookie
- Bernie Mac (VF : Jean-Michel Martial) : Patte Folle
- Miguel A. Núñez, Jr. : Biscuit
- Michael Taliferro (VF : Christian Pelissier) : Goldmouth
- Guy Torry (VF : David Krüger) : Radio
- Ned Vaughn (VF : Emmanuel Karsen) : le shérif Pike, jeune
- Bokeem Woodbine : Nullos (Can't Get Right en VO)
- Ned Beatty : Dexter Wilkins
- Clarence Williams III : Winston Hancock
- Lisa Nicole Carson : Sylvia
- O'Neal Compton : le superintendant Abernathy
- Noah Emmerich (VF : Lionel Henry) : Stan Blocker
- Poppy Montgomery : Mae Rose, adulte
- R. Lee Ermey : le shérif Pike, vieux
- Brooks Almy : la mère de Billy
- Hal Havins : Billy

## Production
Le tournage a lieu de mars à juin 1998. Il se déroule en Californie : à Locke dans le comté de Sacramento, à Norwalk, Sacramento, Santa Clarita, Los Angeles, Downey et dans les Universal Studios d'Universal City.

## Bande originale
La musique du film est composée par Wyclef Jean. Par ailleurs, un album « inspiré » par le film est produit par R. Kelly et son label Rockland Records. Il contient des chansons d'artistes rap et R'n'B.
L'album connait un très gros succès aux États-Unis, se classant 10e au Billboard 200 et 2e du Top R&B/Hip-Hop Albums. Le single Fortunate de Maxwell se classe 4e du Billboard Hot 100. L'album est certifié disque de platine le 18 juin 1999.
On peut par ailleurs entendre une version Wake Up Everybody de Harold Melvin and the Blue Notes dans le générique d'entrée du film.
Liste des titres
1. 25 to Life - 4:03 (Xzibit, Ja Rule, Juvenile, Nature & Reptile)
2. It's Like Everyday - 4:26 (DJ Quik featuring R. Kelly & Maus Berg)
3. Stimulate Me - 4:13 (Destiny's Child featuring Mocha)
4. Fortunate - 4:59 (Maxwell)
5. Lovin' You (remix) - 3:57 (Sparkle)
6. Every Which Way - 4:05 (Talent featuring Vegas Cats)
7. It's Gonna Rain - 4:02 (Kelly Price)
8. Discovery - 4:19 (Brian McKnight)
9. Follow the Wind - 4:28 (Trisha Yearwood)
10. Why Should I Believe You? - 4:09 (Mýa)
11. What Would You Do? - 3:32 (City High)
12. What Goes Around - 4:27 (Khadejia featuring Marie Antoinette)
13. Speechless - 4:52 (The Isley Brothers)
14. Life - 3:43 (K-Ci & JoJo)
15. New Day - 3:59 (Wyclef Jean featuring Kenny G)

## Accueil
Le film reçoit des critiques partagées. Sur l'agrégateur américain Rotten Tomatoes, il récolte 50% d'opinions favorables pour 54 critiques et une note moyenne de 5,66⁄10. Sur Metacritic, il obtient une note moyenne de 63⁄100 pour 20 critiques.
Il récolte 64 016 268 $ au box-office nord-américain et un total de 73 475 268 $ dans le monde. C'est un flop commercial en raison de son budget de 80 millions de dollars.